# Strontiumfluoride
Strontiumfluoride is het strontiumzout van waterstoffluoride, met als brutoformule SrF2. De stof komt voor als kleurloze kristallen, die zeer slecht oplosbaar zijn in water. Het oplosbaarheidsproduct (KS) van strontiumfluoride bedraagt 2,0 × 10−10.

## Synthese
Strontiumfluoride kan bereid worden uit de reactie van strontiumchloride en fluorgas:
{\displaystyle \mathrm {SrCl_{2}\ +\ F_{2}\ \rightarrow \ SrF_{2}\ +\ Cl_{2}} }
Een alternatieve synthesemethode is de behandeling van strontiumcarbonaat met vloeizuur:
{\displaystyle \mathrm {SrCO_{3}\ +\ 2\ HF\ \rightarrow \ SrF_{2}\ +\ H_{2}O+\ CO_{2}} }

## Kristalstructuur en eigenschappen
Strontiumfluoride bezit een kubische kristalstructuur en behoort tot ruimtegroep Fm3m. De hoek F-Sr-F bedraagt 120° en vormt hiermee een uitzondering op de VSEPR-theorie. Immers: volgens die theorie zou strontiumfluoride een lineaire structuur moeten aannemen, wat impliceert dat de hoek F-Sr-F 180° zou moeten bedragen. Onderzoek heeft nog geen uitsluitsel gegeven, maar mogelijk is de distortie van de hoek te wijten aan de aanwezigheid van d-orbitalen bij strontium. Een andere mogelijk verklaring zou kunnen zijn dat het inductief zuigend karakter van fluor aan de basis ligt van interne ladingsverschuivingen bij strontium en dat dit de afwijkende structuur veroorzaakt.
Net zoals calciumfluoride en bariumfluoride vertoont strontiumfluoride superionische geleidbaarheid bij hoge temperatuur. De optische eigenschappen van strontiumfluoride liggen tussen die van calcium- en bariumfluoride.

## Toepassingen
Strontiumfluoride wordt op kleine schaal gebruikt als optisch materiaal, onder meer als coating op lenzen. Verder wordt de radio-isotoop strontium-90 in 90SrF2 gebruikt in een thermo-elektrische radio-isotopengeneratoren.